# Dżubb al-Kasab
Dżubb al-Kasab (arab. جب القصب) – wieś w Syrii, w muhafazie Idlib. W 2004 roku liczyła 293 mieszkańców.